# Апертура 2012 (Сальвадор)
Апертура 2012 (исп. Torneo Apertura 2012) — первая половина 79-го сезона чемпионата Сальвадора по футболу.

## Участники
| Команда                | Город          |
| ---------------------- | -------------- |
| Исидро Метапан         | Метапан        |
| Альянса                | Сан-Сальвадор  |
| ФАС                    | Санта-Ана      |
| Агила                  | Сан-Мигель     |
| Луис Анхель Фирпо      | Усулутан       |
| Атлетико Марте         | Сан-Сальвадор  |
| Санта-Текла            | Санта-Текла    |
| УЭС                    | Сан-Сальвадор  |
| Хувентуд Индепендьенте | Сан-Хуан-Опико |
| Онсе Мунисипаль        | Ауачапан       |

## Турнирная таблица
| М  | Команда                | И  | В  | Н | П  | Мячи    | ±   | О  | Примечания     |
| -- | ---------------------- | -- | -- | - | -- | ------- | --- | -- | -------------- |
| 1  | Исидро Метапан         | 18 | 11 | 3 | 4  | 37 − 25 | +12 | 36 | Финальная фаза |
| 2  | Альянса                | 18 | 10 | 4 | 4  | 36 − 19 | +17 | 34 | Финальная фаза |
| 3  | ФАС                    | 18 | 9  | 6 | 3  | 27 − 15 | +12 | 33 | Финальная фаза |
| 4  | Агила                  | 18 | 9  | 4 | 5  | 29 − 19 | +10 | 31 | Финальная фаза |
| 5  | Луис Анхель Фирпо      | 18 | 7  | 4 | 7  | 26 − 24 | +2  | 25 |                |
| 6  | Атлетико Марте         | 18 | 7  | 2 | 9  | 28 − 25 | +3  | 23 |                |
| 7  | Санта-Текла            | 18 | 5  | 6 | 7  | 24 − 33 | −9  | 21 |                |
| 8  | УЭС                    | 18 | 4  | 8 | 6  | 20 − 25 | −5  | 20 |                |
| 9  | Хувентуд Индепендьенте | 18 | 4  | 7 | 7  | 27 − 34 | −7  | 19 |                |
| 10 | Онсе Мунисипаль        | 18 | 1  | 2 | 15 | 15 − 50 | −35 | 5  |                |

И — игры, В — выигрыши, Н — ничьи, П — проигрыши, Мячи — забитые и пропущенные голы, ± — разница голов, О — очки

## Финальная фаза

### Полуфиналы
Первые матчи были проведены 1 декабря, а ответные состоялись 8—9 декабря.
| Команда 1 | Итог | Команда 2      | 1-й матч | 2-й матч |
| --------- | ---- | -------------- | -------- | -------- |
| Агила     | 3:5  | Исидро Метапан | 1:2      | 2:3      |
| ФАС       | 1:1  | Альянса        | 1:1      | 0:0      |

### Финал
| Исидро Метапан | 0:0 (0:0) Доп. вр. 1:1 | Альянса      |
| -------------- | ---------------------- | ------------ |
| Муньос 106′    | Отчёт                  | Фрейзер 110′ |
| Пенальти       |                        |              |
|                | 5:4                    |              |

| Чемпион Сальвадора (Апертура) 2012 |
| ---------------------------------- |
| Исидро Метапан в 7-й раз           |